# Coreocarpus congregatus
Coreocarpus congregatus là một loài thực vật có hoa trong họ Cúc. Loài này được (S.F.Blake) E.B.Sm. mô tả khoa học đầu tiên năm 1983.